# 普茲尼亞基夫齊
48°37′15″N 22°43′18″E / 48.62083°N 22.72167°E
普茲尼亞基夫齊（烏克蘭語：Пузняківці），是烏克蘭的村落，位於該國西部外喀爾巴阡州，由穆卡切沃區負責管轄，始建於1600年，面積1.15平方公里，海拔高度502米，2001年人口538。